# Castaway
Castaway is een Britse dramafilm uit 1986 onder regie van Nicolas Roeg.

## Verhaal
De morsige auteur Gerald Kingsland zoekt een vrouw om een jaar met hem door te brengen op een onbewoond eiland. Hij plaatst een advertentie in de krant. De avonturierster Lucy Irvine reageert erop en na enkele ontmoetingen besluit het stel te vertrekken. Hun verblijf op het eiland is echter minder sprookjesachtig dan ze hadden gedacht.

## Rolverdeling
| Acteur         | Personage           |
| -------------- | ------------------- |
| Oliver Reed    | Gerald Kingsland    |
| Amanda Donohoe | Lucy Irvine         |
| Georgina Hale  | Zuster St. Margaret |
| Frances Barber | Zuster St. Winifred |
| Tony Rickards  | Jason               |
| Todd Rippon    | Rod                 |
| John Sessions  | Man in café         |
| Virginia Hey   | Janice              |
| Sorel Johnson  | Lara                |
| Len Peihopa    | Ronald              |
| Paul Reynolds  | Mike Kingsland      |
| Sean Hamilton  | Geoffrey Kingsland  |
| Sarah Harper   | Zwemlerares         |
| Stephen Jenn   | Winkeldirecteur     |